# Nereis profundi
Nereis profundi är en ringmaskart som beskrevs av Kirkegaard 1956. Nereis profundi ingår i släktet Nereis, och familjen Nereididae. Inga underarter finns listade i Catalogue of Life.